# Muscle & Fitness

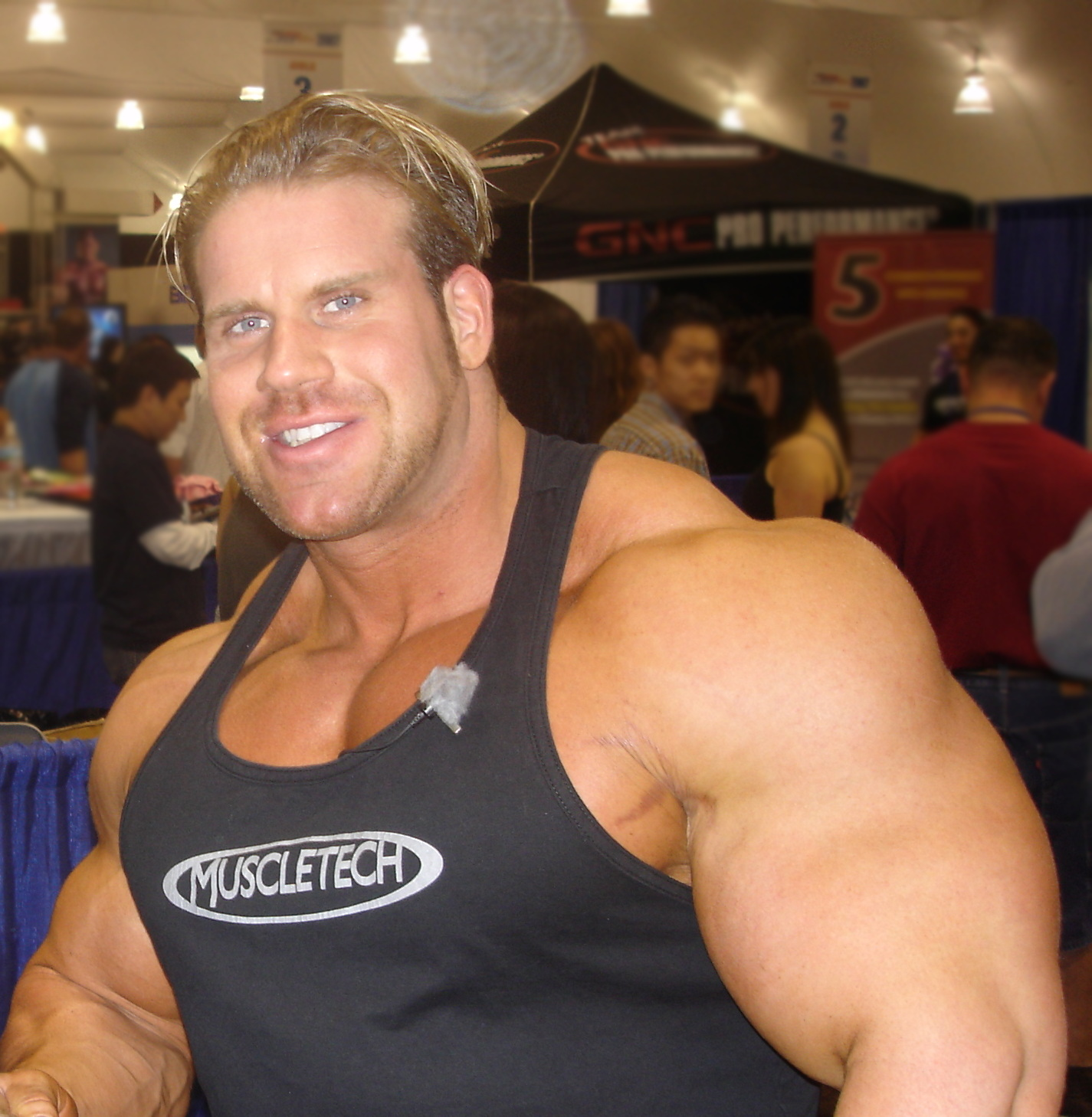
Jay Cutler, Mr. Olympia 2006, já apareceu na capa da Muscle & Fitness.

Muscle & Fitness (abreviada M&F) é uma revista de fisiculturismo estadunidense fundada por Joe Weider, atualmente publicada pela American Media, Inc.

## História
Muscle & Fitness tem um foco mais no objetivo final do que sua publicação companheira Flex. Ela oferece muitos exercícios dicas nutricionais, enquanto ao mesmo tempo adverte uma variedade de suplementos alimentares de companhias como BSN e outras.
Muitos fisiculturistas profissionais foram destaques nas edições mensais da M&F, como Ronnie Coleman, Gustavo Badell, Darrem Charles, Sagi Kalev e o campeão do Mr. Olympia de 2009, Jay Cutler.
Muscle & Fitness também destacou fisiculturistas naturais, atores, atletas e personalidades do esporte, como Arnold Schwarzenneger, Evander Holyfield, Joe Weider, Dwayne Johnson, Sebastian Siegel, Lawrence Leritz e Mike O'Hearn. A edição de março de 2006 destacou o presidente da World Wrestling Entertainment, Vince McMahon, e o superastro  Triple H. A revista também destaca algumas competidoras femininas, como Davana Medina, Jenny Lynn e Monica Brant.